# 인천 유나이티드 FC 2013 시즌
2013년은 인천 유나이티드가 탄생한지 10주년이 되는 시즌이다.

## 선수 통계

### 도움 상위 5
- K리그 클래식은 득점수와 도움수가 동일할 경우 출장경기수가 적은 선수, 출장경기수도 동일할 경우 출장시간이 적은 선수가 상위 순위가 된다.
- FA컵과 AFC 챔피언스리그는 득점수와 도움수로만 순위를 정한다.
- 통합순위에서 득점수가 동일할 경우 AFC 챔피언스리그, K리그 클래식, FA컵 순서로 득점을 기록한 선수가 상위 순위가 된다.

## 선수단

### 현재 선수단
- 2013년 9월 6일 기준

참고: FIFA 자격 규정에 따라 소속된 국가대표팀 국기를 표시합니다. 선수는 복수의 FIFA 비회원국 국적을 가지고 있을 수 있습니다.
| 번호 | 포지션 | 국적 | 이름   |
| ---- | ------ | ---- | ------ |
| 1    | GK     |      | 권정혁 |
| 2    | DF     |      | 박지수 |
| 3    | DF     |      | 전준형 |
| 4    | DF     |      | 김태윤 |
| 5    | MF     |      | 김남일 |
| 6    | MF     |      | 손대호 |
| 7    | FW     |      | 남준재 |
| 8    | FW     |      | 김재웅 |
| 9    | FW     |      | 설기현 |
| 10   | FW     |      | 이천수 |
| 11   | FW     |      | 찌아고 |
| 13   | DF     |      | 박태민 |
| 14   | DF     |      | 김창훈 |
| 15   | FW     |      | 진성욱 |
| 16   | DF     |      | 이윤표 |
| 17   | MF     |      | 문상윤 |
| 18   | DF     |      | 한재웅 |

| 번호 | 포지션 | 국적 | 이름   |
| ---- | ------ | ---- | ------ |
| 19   | FW     |      | 디오고 |
| 20   | DF     |      | 안재준 |
| 21   | GK     |      | 조수혁 |
| 22   | DF     |      | 유재호 |
| 23   | MF     |      | 이석현 |
| 24   | MF     |      | 구본상 |
| 25   | MF     |      | 최종환 |
| 27   | FW     |      | 한교원 |
| 28   | FW     |      | 이효균 |
| 29   | MF     |      | 이대명 |
| 31   | GK     |      | 김교빈 |
| 32   | DF     |      | 김주빈 |
| 35   | DF     |      | 강영연 |
| 37   | DF     |      | 강용   |
| 41   | GK     |      | 윤평국 |

### 임대 및 군 복무 중인 선수
참고: FIFA 자격 규정에 따라 소속된 국가대표팀 국기를 표시합니다. 선수는 복수의 FIFA 비회원국 국적을 가지고 있을 수 있습니다.
| 번호 | 포지션 | 국적 | 이름                                     |
| ---- | ------ | ---- | ---------------------------------------- |
| —    | FW     |      | 김명운 (상주 상무 축구단에서 군 복무 중) |
| —    | FW     |      | 권혁진 (경찰에서 군 복무 중)             |
| —    | GK     |      | 유현 (경찰에서 군 복무 중)               |
| —    | DF     |      | 김경민 (부천 FC 1995로 임대)             |
| —    | DF     |      | 조겸손 (고양 Hi FC로 임대)               |
| —    | FW     |      | 네이선 번즈 (뉴캐슬 제츠로 임대)         |

### 코칭스태프
| 직위       | 이름     | 비고 |
| ---------- | -------- | ---- |
| 감독       | 김봉길   |      |
| 수석 코치  | 유동우   |      |
| 코치       | 명진영   |      |
| 골키퍼코치 | 김현태   |      |
| 의무코치   | 이승재   |      |
|            |          |      |
| 트레이너   | 김도완   |      |
| 트레이너   | 이동원   |      |
| 피지컬코치 | 반델레이 |      |
| 스카우터   | 신진원   |      |

## 선수 이적

### 영입
| # | 이름     | 포지션 | 이전구단          | 이적유형  | 이적시기      | 계약기간 | 이적료 | 비고 |
| - | -------- | ------ | ----------------- | --------- | ------------- | -------- | ------ | ---- |
| 1 | 한재웅   | DF     | 전남 드래곤즈     | 완전 이적 | 겨울 이적시장 |          | N/A    |      |
| 2 | 안재준   | DF     | 전남 드래곤즈     | 완전 이적 | 겨울 이적시장 |          | N/A    |      |
| 3 | 김교빈   | GK     | 대구 FC           | 완전 이적 | 겨울 이적시장 |          | N/A    |      |
| 4 | 김창훈   | DF     | 대전 시티즌       | 완전 이적 | 겨울 이적시장 |          | N/A    |      |
| 5 | 조수혁   | GK     | FC 서울           | 완전 이적 | 겨울 이적시장 |          | N/A    |      |
| 6 | 디오고   | FW     | 아바이 FC         | 완전 이적 | 겨울 이적시장 |          | N/A    |      |
| 7 | 찌아고   | FW     | 그레미우 바루에리 | 완전 이적 | 겨울 이적시장 |          | N/A    |      |
| 8 | 프란시스 | MF     | 빌라 노바         | 완전 이적 | 겨울 이적시장 |          | N/A    |      |
| 9 | 한재웅   | DF     | 부리람 유나이티드 | 완전 이적 | 여름 이적시장 |          | N/A    |      |

#### 신인 드래프트 & 자유선발
| # | 이름   | 포지션 | 이전구단         | 지명유형        | 비고 |
| - | ------ | ------ | ---------------- | --------------- | ---- |
| 1 | 이석현 | MF     | 선문대학교       | 자유계약        |      |
| 2 | 박지수 | DF     | 인천대건고등학교 | 우선지명        |      |
| 3 | 이재걸 |        | 인천대건고등학교 | 우선지명(대)    |      |
| 4 | 조대환 |        | 인천대건고등학교 | 우선지명(대)    |      |
| 5 | 한남규 |        | 인천대건고등학교 | 우선지명(대)    |      |
| 6 | 위대한 |        | 인천대건고등학교 | 우선지명(대)    |      |
| 7 | 이대명 | MF     | 홍익대학교       | 일반지명(1순위) |      |
| 8 | 김경민 | DF     | 연세대학교       | 일반지명(3순위) |      |
| 9 | 윤평국 |        | 연세대학교       | 일반지명(5순위) |      |

(1) 우선지명 : 각 구단 유소년 클럽 출신 선수들에 대해 4명까지 우선 지명

(2) 일반지명 : 1순위에서 6순위까지 추첨순서에서 의해서 지명하며 유소년클럽 출신에 대한
000우선지명이 3순위 지명권에 해당되며 구단 사정에 따라 지명권을 행사 안 할 수 있음 

(3) 번외지명 : 6순위까지 끝나고 번외로 다시 6순위까지 선수 지명

(4) 추가지명 : 드래프트에서 미선발된 선수들에 한하여 2월말까지 구단 자율적으로 지명
- (대) 표기는 드래프트에 참여하여 선발은 되었지만 당해 연도에 입단하지 않고 대학 진학 후 입단하는 선수를 의미한다.
- (대후) 표기는 드래프트에 기 선발된 후 대학에 진학하여 중퇴 및 졸업 후 당해 연도에 입단하는 선수를 의미한다.

### 방출
| #  | 이름     | 포지션 | 이적구단          | 이적유형     | 이적시기      | 계약기간 | 이적료 | 비고 |
| -- | -------- | ------ | ----------------- | ------------ | ------------- | -------- | ------ | ---- |
| 1  | 김한섭   | DF     | 대전 시티즌       | 완전 이적    | 겨울 이적시장 |          |        |      |
| 2  | 주현재   | MF     | FC 안양           | 완전 이적    | 겨울 이적시장 |          |        |      |
| 3  | 박준태   | FW     | 전남 드래곤즈     | 완전 이적    | 겨울 이적시장 |          |        |      |
| 4  | 김정인   | GK     | 부산 교통공사     | 완전 이적    | 겨울 이적시장 |          |        |      |
| 5  | 정인환   | DF     | 전북 현대 모터스  | 완전 이적    | 겨울 이적시장 |          |        |      |
| 6  | 이규로   | DF     | 전북 현대 모터스  | 완전 이적    | 겨울 이적시장 |          |        |      |
| 7  | 정혁     | MF     | 전북 현대 모터스  | 완전 이적    | 겨울 이적시장 |          |        |      |
| 8  | 남일우   | FW     | 기라반츠 기타큐슈 | 완전 이적    | 겨울 이적시장 |          |        |      |
| 9  | 김민수   | MF     | 경남 FC           | 완전 이적    | 겨울 이적시장 |          |        |      |
| 10 | 소콜     |        | 미정              | 계약 해지    | 겨울 이적시장 |          |        |      |
| 11 | 빠울로   | FW     | 미정              | 계약 해지    | 겨울 이적시장 |          |        |      |
| 12 | 윤준하   | MF     | 대전 시티즌       | 방출 후 입단 | 겨울 이적시장 |          |        |      |
| 13 | 백선규   | GK     | 강릉시청          | 방출 후 입단 | 겨울 이적시장 |          |        |      |
| 14 | 김재연   | FW     | 수원 FC           | 방출 후 입단 | 겨울 이적시장 |          |        |      |
| 15 | 한재웅   | DF     | 부리람 유나이티드 | 완전 이적    | 겨울 이적시장 |          |        |      |
| 16 | 프란시스 | MF     | 미정              | 계약 해지    | 여름 이적시장 |          |        |      |

#### 임대 및 군입대
| # | 이름        | 포지션 | 임대구단     | 이적시기                            | 임대기간 | 임대료 | 비고 |
| - | ----------- | ------ | ------------ | ----------------------------------- | -------- | ------ | ---- |
| 1 | 유현        | GK     | 경찰 축구단  | 2012 시즌 종료 후 입대 (2012-12-27) | 21개월   | N/A    |      |
| 2 | 김경민      | DF     | 부천 FC 1995 | 2013 시즌 중 임대                   | 6개월    | N/A    |      |
| 3 | 조겸손      | DF     | 고양 Hi FC   | 2013 시즌 중 임대                   |          | N/A    |      |
| 4 | 네이선 번즈 | DF     | 뉴캐슬 제츠  | 2013 시즌 중 임대                   |          | N/A    |      |

## 같이 보기
- 인천 유나이티드